# Juli Makowos
Juli Iljitsch Makowos (russisch Юлий Ильич Маковоз, englische Transkription Yuly Makovoz; * 19. Mai 1937 in Horliwka, Oblast Donezk, Sowjetunion; † 9. November 2022) war ein russischer Mathematiker.
Makowos wurde 1968 in Minsk promoviert (Dissertation: Sätze über beste Approximationen und Durchmesser von Mengen in Banachräumen, Russisch). und war dort an der Universität. 1975 emigrierte er in die USA. Zuletzt lehrte er an der University of Massachusetts (Lowell), an der er emeritiert wurde.
Er ist Ko-Autor einer Monographie über Approximationstheorie in der Grundlehren-Reihe des Springer-Verlags.

## Schriften
- mit George G. Lorentz, Manfred von Golitschek: Constructive Approximation: Advanced Problems, Grundlehren der mathematischen Wissenschaften, Springer 1996
- On a method for estimation from below of diameters of sets in Banach spaces, Mathematics of the USSR, Sbornik, Band 16, 1972, S. 139–146